# Charz Pierwszy
Charz Pierwszy (Charz I, Charz A) – część miasta Nałęczowa w Polsce położona w województwie lubelskim, w powiecie puławskim. Leży w zachodniej części miasta, nad rzeką Bystrą, wzdłuż ulicy Charz A. Inne ulice to Piaskowa, Spacerowa, Wiejska i Harcerska.
Według TERYT miejscowość nazwa miejscowości to Charz Pierwszy, natomiast nazwa sołectwa (a także nazwa głównej ulicy oraz historyczna nazwa miejscowości) to Charz A.
Wierni Kościoła rzymskokatolickiego należą do parafii św. Wojciecha w Wąwolnicy.

## Historia
Charz to dawniej samodzielna wieś królewska. W latach 1867–1928 należała do gminy Drzewce, a 1929–1954 do gminy Nałęczów w powiecie nowoaleksandryjskim / puławskim; początkowo w guberni lubelskiej, a od 1919 w woj. lubelskim. Tam 14 października 1933 weszła w skład gromady o nazwie Charz w gminie Nałęczów, składającej się ze wsi Charz A i Charz B oraz kolonii Charz.
Podczas II wojny światowej Charz włączono do Generalnego Gubernatorstwa (dystrykt lubelski, Kreis Pulawy). W 1943 roku liczba mieszkańców wynosiła 622. Po wojnie ponownie w województwie lubelskim; Charz podzielono wówczas na dwie gromady – Charz A i Charz B, stanowiące poczet 11 gromad gminy Nałęczów w powiecie puławskm.
W związku z reformą znoszącą gminy jesienią 1954 roku, Charz A włączono do nowo utworzonej gromady Nałęczów.
1 stycznia 1957 Charz A wyłączono ze znoszonej gromady Nałęczów i włączono go do utworzonego rok wcześniej osiedla Nałęczów, w związku z czym Charz A stał się integralną częścią Nałęczowa. Sześć i pół roku później, 30 czerwca 1963 Nałęczów otrzymał status miasta, przez co Charz A stał się obszarem miejskim.
W 1891 roku w Charzu urodził się porucznik rezerwy Wojska Polskiego, Feliks Józef Stawski s. Franciszka i Jadwigi z Karpinskich, ofiara zbrodni katyńskiej zamordowana w Katyniu